# Lista över fotbollsövergångar i England sommaren 2015
Detta är en lista över fotbollsövergångar i England sommaren 2015.
Endast övergångar i Premier League är inkluderade.

## Premier League

### Arsenal
| Nr | Land       | Pos | Namn                                                 |
| -- | ---------- | --- | ---------------------------------------------------- |
|    | Tjeckien   | MV  | Petr Cech (från Chelsea)                             |
|    | Costa Rica | A   | Joel Campbell (återvänder efter lån till Villareal)  |
|    | Brasilien  | A   | Wellington Silva (återvänder efter lån till Almeria) |

| Nr | Land       | Pos | Namn                                                 |
| -- | ---------- | --- | ---------------------------------------------------- |
|    | Tjeckien   | MV  | Petr Cech (från Chelsea)                             |
|    | Costa Rica | A   | Joel Campbell (återvänder efter lån till Villareal)  |
|    | Brasilien  | A   | Wellington Silva (återvänder efter lån till Almeria) |

| Nr | Land      | Pos | Namn                                                   |
| -- | --------- | --- | ------------------------------------------------------ |
|    | Japan     | MF  | Ryo Miyaichi (till St. Pauli)                          |
|    | Frankrike | MF  | Abou Diaby (till Marseille)                            |
|    | Tyskland  | A   | Lukas Podolski (till Galatasaray)                      |
|    | England   | A   | Ainsley Maitland-Niles (Utlånad till Ipswich Town)     |
|    | England   | F   | Carl Jenkinson (Utlånad till West Ham United)          |
|    | Frankrike | A   | Yaya Sanogo (Utlånad till Ajax)                        |
|    | Polen     | MV  | Wojciech Szczęsny (Utlånad till Roma)                  |
|    | England   | F   | Isaac Hayden (Utlånad till Hull City)                  |
|    | England   | MF  | Dan Crowley (Utlånad till Barnsley)                    |
|    | England   | A   | Chuba Akpom (Utlånad till Hull City)                   |
|    | Tyskland  | MF  | Serge Gnabry (Utlånad till West Bromwich Albion)       |
|    | Argentina | MV  | Damián Martínez (Utlånad till Wolverhampton Wanderers) |

| Nr | Land      | Pos | Namn                                                   |
| -- | --------- | --- | ------------------------------------------------------ |
|    | Japan     | MF  | Ryo Miyaichi (till St. Pauli)                          |
|    | Frankrike | MF  | Abou Diaby (till Marseille)                            |
|    | Tyskland  | A   | Lukas Podolski (till Galatasaray)                      |
|    | England   | A   | Ainsley Maitland-Niles (Utlånad till Ipswich Town)     |
|    | England   | F   | Carl Jenkinson (Utlånad till West Ham United)          |
|    | Frankrike | A   | Yaya Sanogo (Utlånad till Ajax)                        |
|    | Polen     | MV  | Wojciech Szczęsny (Utlånad till Roma)                  |
|    | England   | F   | Isaac Hayden (Utlånad till Hull City)                  |
|    | England   | MF  | Dan Crowley (Utlånad till Barnsley)                    |
|    | England   | A   | Chuba Akpom (Utlånad till Hull City)                   |
|    | Tyskland  | MF  | Serge Gnabry (Utlånad till West Bromwich Albion)       |
|    | Argentina | MV  | Damián Martínez (Utlånad till Wolverhampton Wanderers) |

### Aston Villa
| Nr | Land      | Pos | Namn                                                           |
| -- | --------- | --- | -------------------------------------------------------------- |
|    | England   | MF  | Scott Sinclair (från Manchester City)                          |
|    | England   | F   | Micah Richards (från Manchester City)                          |
|    | England   | MV  | Mark Bunn (från Norwich City)                                  |
|    | Senegal   | MF  | Idrissa Gueye (från Lille)                                     |
|    | Frankrike | F   | Jordan Amavi (från Nice)                                       |
|    | Ghana     | A   | Jordan Ayew (från Lorient)                                     |
|    | Spanien   | F   | José Ángel Crespo (från Córdoba)                               |
|    | Frankrike | MF  | Jordan Veretout (från Nantes)                                  |
|    | Benin     | A   | Rudy Gestede (från Blackburn Rovers)                           |
|    | Bulgarien | MF  | Aleksandar Tonev (återvänder efter lån till Celtic)            |
|    | England   | MF  | Gary Gardner (återvänder efter lån till Nottingham Forest)     |
|    | England   | F   | Joe Bennett (återvänder efter lån till Brighton & Hove Albion) |
|    | England   | F   | Lewis Kinsella (återvänder efter lån till Luton Town)          |

| Nr | Land      | Pos | Namn                                                           |
| -- | --------- | --- | -------------------------------------------------------------- |
|    | England   | MF  | Scott Sinclair (från Manchester City)                          |
|    | England   | F   | Micah Richards (från Manchester City)                          |
|    | England   | MV  | Mark Bunn (från Norwich City)                                  |
|    | Senegal   | MF  | Idrissa Gueye (från Lille)                                     |
|    | Frankrike | F   | Jordan Amavi (från Nice)                                       |
|    | Ghana     | A   | Jordan Ayew (från Lorient)                                     |
|    | Spanien   | F   | José Ángel Crespo (från Córdoba)                               |
|    | Frankrike | MF  | Jordan Veretout (från Nantes)                                  |
|    | Benin     | A   | Rudy Gestede (från Blackburn Rovers)                           |
|    | Bulgarien | MF  | Aleksandar Tonev (återvänder efter lån till Celtic)            |
|    | England   | MF  | Gary Gardner (återvänder efter lån till Nottingham Forest)     |
|    | England   | F   | Joe Bennett (återvänder efter lån till Brighton & Hove Albion) |
|    | England   | F   | Lewis Kinsella (återvänder efter lån till Luton Town)          |

| Nr | Land          | Pos | Namn                                                        |
| -- | ------------- | --- | ----------------------------------------------------------- |
|    | England       | A   | Darren Bent (till Derby County)                             |
|    | Irland        | F   | Enda Stevens (till Portsmouth)                              |
|    | Irland        | A   | Graham Burke (till Notts County)                            |
|    | Australien    | MF  | Chris Herd (Klubb ej klar)                                  |
|    | Nederländerna | F   | Ron Vlaar (Klubb ej klar)                                   |
|    | Mali          | MF  | Yacouba Sylla (till Rennes)                                 |
|    | England       | F   | Matthew Lowton (till Burnley)                               |
|    | Österrike     | A   | Andreas Weimann (till Derby County)                         |
|    | Danmark       | A   | Nicklas Helenius (till Ålborg)                              |
|    | Spanien       | F   | Antonio Luna (till Eibar)                                   |
|    | Irland        | MV  | Shay Given (till Stoke City)                                |
|    | England       | MF  | Fabian Delph (till Manchester City)                         |
|    | Belgien       | A   | Christian Benteke (till Liverpool)                          |
|    | Frankrike     | F   | Aly Cissokho (Utlånad till Porto)                           |
|    | England       | A   | Callum Robinson (Utlånad till Bristol City)                 |
|    | England       | MF  | Tom Cleverley (återvänder efter lån från Manchester United) |

| Nr | Land          | Pos | Namn                                                        |
| -- | ------------- | --- | ----------------------------------------------------------- |
|    | England       | A   | Darren Bent (till Derby County)                             |
|    | Irland        | F   | Enda Stevens (till Portsmouth)                              |
|    | Irland        | A   | Graham Burke (till Notts County)                            |
|    | Australien    | MF  | Chris Herd (Klubb ej klar)                                  |
|    | Nederländerna | F   | Ron Vlaar (Klubb ej klar)                                   |
|    | Mali          | MF  | Yacouba Sylla (till Rennes)                                 |
|    | England       | F   | Matthew Lowton (till Burnley)                               |
|    | Österrike     | A   | Andreas Weimann (till Derby County)                         |
|    | Danmark       | A   | Nicklas Helenius (till Ålborg)                              |
|    | Spanien       | F   | Antonio Luna (till Eibar)                                   |
|    | Irland        | MV  | Shay Given (till Stoke City)                                |
|    | England       | MF  | Fabian Delph (till Manchester City)                         |
|    | Belgien       | A   | Christian Benteke (till Liverpool)                          |
|    | Frankrike     | F   | Aly Cissokho (Utlånad till Porto)                           |
|    | England       | A   | Callum Robinson (Utlånad till Bristol City)                 |
|    | England       | MF  | Tom Cleverley (återvänder efter lån från Manchester United) |

### Bournemouth
| Nr | Land            | Pos | Namn                                  |
| -- | --------------- | --- | ------------------------------------- |
|    | Polen           | MV  | Artur Boruc (från Southampton)        |
|    | Australien      | MV  | Adam Federici (från Reading)          |
|    | Norge           | A   | Joshua King (från Blackburn Rovers)   |
|    | England         | F   | Tyrone Mings (från Ipswich Town)      |
|    | Frankrike       | F   | Sylvain Distin (från Everton)         |
|    | Elfenbenskusten | A   | Max Gradel (från Saint-Étienne)       |
|    | England         | A   | Lee Tomlin (från Middlesbrough)       |
|    | Ghana           | MF  | Christian Atsu (Inlånad från Chelsea) |

| Nr | Land            | Pos | Namn                                  |
| -- | --------------- | --- | ------------------------------------- |
|    | Polen           | MV  | Artur Boruc (från Southampton)        |
|    | Australien      | MV  | Adam Federici (från Reading)          |
|    | Norge           | A   | Joshua King (från Blackburn Rovers)   |
|    | England         | F   | Tyrone Mings (från Ipswich Town)      |
|    | Frankrike       | F   | Sylvain Distin (från Everton)         |
|    | Elfenbenskusten | A   | Max Gradel (från Saint-Étienne)       |
|    | England         | A   | Lee Tomlin (från Middlesbrough)       |
|    | Ghana           | MF  | Christian Atsu (Inlånad från Chelsea) |

| Nr | Land          | Pos | Namn                                          |
| -- | ------------- | --- | --------------------------------------------- |
|    | Irland        | F   | Ian Harte (Klubb ej klar)                     |
|    | Nordirland    | A   | Josh McQuoid (till Luton Town)                |
|    | Liechtenstein | MV  | Benjamin Büchel (Klubb ej klar)               |
|    | Wales         | F   | Joe Partington (till Eastleigh)               |
|    | Senegal       | MF  | Mohamed Coulibaly (till Racing Santander)     |
|    | England       | F   | Miles Addison (Klubb ej klar)                 |
|    | England       | MV  | Darryl Flahavan (Klubb ej klar)               |
|    | Jersey        | A   | Brett Pitman (till Ipswich Town)              |
|    | Skottland     | MF  | Ryan Fraser (Utlånad till Ipswich Town)       |
|    | England       | A   | Jayden Stockley (Utlånad till Portsmouth)     |
|    | England       | A   | Joe Quigley (Utlånad till Torquay United)     |
|    | Skottland     | MF  | Josh Carmichael (Utlånad till Torquay United) |
|    | Guadeloupe    | F   | Stéphane Zubar (Utlånad till York City)       |
|    | England       | A   | Harry Cornick (Utlånad till Yeovil Town)      |

| Nr | Land          | Pos | Namn                                          |
| -- | ------------- | --- | --------------------------------------------- |
|    | Irland        | F   | Ian Harte (Klubb ej klar)                     |
|    | Nordirland    | A   | Josh McQuoid (till Luton Town)                |
|    | Liechtenstein | MV  | Benjamin Büchel (Klubb ej klar)               |
|    | Wales         | F   | Joe Partington (till Eastleigh)               |
|    | Senegal       | MF  | Mohamed Coulibaly (till Racing Santander)     |
|    | England       | F   | Miles Addison (Klubb ej klar)                 |
|    | England       | MV  | Darryl Flahavan (Klubb ej klar)               |
|    | Jersey        | A   | Brett Pitman (till Ipswich Town)              |
|    | Skottland     | MF  | Ryan Fraser (Utlånad till Ipswich Town)       |
|    | England       | A   | Jayden Stockley (Utlånad till Portsmouth)     |
|    | England       | A   | Joe Quigley (Utlånad till Torquay United)     |
|    | Skottland     | MF  | Josh Carmichael (Utlånad till Torquay United) |
|    | Guadeloupe    | F   | Stéphane Zubar (Utlånad till York City)       |
|    | England       | A   | Harry Cornick (Utlånad till Yeovil Town)      |

### Chelsea
| Nr | Land                    | Pos | Namn                                                         |
| -- | ----------------------- | --- | ------------------------------------------------------------ |
|    | Brasilien               | MF  | Nathan (från Atlético Paranaense)                            |
|    | Bosnien och Hercegovina | MV  | Asmir Begovic (från Stoke City)                              |
|    | Serbien                 | MF  | Danilo Pantic (från Partizan Belgrad)                        |
|    | Colombia                | A   | Radamel Falcao (Inlånad från AS Monaco)                      |
|    | Burkina Faso            | MF  | Bertrand Traoré (återvänder efter lån till Vitesse)          |
|    | Tyskland                | MF  | Marko Marin (återvänder efter lån till Anderlecht)           |
|    | Mexiko                  | MF  | Ulises Dávila (återvänder efter lån till Vitória Setubal)    |
|    | Spanien                 | MF  | Oriol Romeu (återvänder efter lån till Stuttgart)            |
|    | Brasilien               | MF  | Lucas Piázon (återvänder efter lån till Eintracht Frankfurt) |
|    | Kroatien                | MV  | Matej Delac (återvänder efter lån till Sarajevo)             |
|    | Nederländerna           | F   | Nathan Aké (återvänder efter lån till Reading)               |
|    | England                 | MF  | Nathaniel Chalobah (återvänder efter lån till Reading)       |

| Nr | Land                    | Pos | Namn                                                         |
| -- | ----------------------- | --- | ------------------------------------------------------------ |
|    | Brasilien               | MF  | Nathan (från Atlético Paranaense)                            |
|    | Bosnien och Hercegovina | MV  | Asmir Begovic (från Stoke City)                              |
|    | Serbien                 | MF  | Danilo Pantic (från Partizan Belgrad)                        |
|    | Colombia                | A   | Radamel Falcao (Inlånad från AS Monaco)                      |
|    | Burkina Faso            | MF  | Bertrand Traoré (återvänder efter lån till Vitesse)          |
|    | Tyskland                | MF  | Marko Marin (återvänder efter lån till Anderlecht)           |
|    | Mexiko                  | MF  | Ulises Dávila (återvänder efter lån till Vitória Setubal)    |
|    | Spanien                 | MF  | Oriol Romeu (återvänder efter lån till Stuttgart)            |
|    | Brasilien               | MF  | Lucas Piázon (återvänder efter lån till Eintracht Frankfurt) |
|    | Kroatien                | MV  | Matej Delac (återvänder efter lån till Sarajevo)             |
|    | Nederländerna           | F   | Nathan Aké (återvänder efter lån till Reading)               |
|    | England                 | MF  | Nathaniel Chalobah (återvänder efter lån till Reading)       |

| Nr | Land            | Pos | Namn                                                        |
| -- | --------------- | --- | ----------------------------------------------------------- |
|    | Belgien         | MF  | Thorgan Hazard (till Borussia Mönchengladbach)              |
|    | Elfenbenskusten | A   | Didier Drogba (till Montreal Impact)                        |
|    | Frankrike       | MF  | Gaël Kakuta (till Sevilla)                                  |
|    | Tjeckien        | MV  | Petr Cech (till Arsenal)                                    |
|    | England         | MF  | Josh McEachran (till Brentford)                             |
|    | Brasilien       | F   | Filipe Luis (till Atlético Madrid)                          |
|    | Ghana           | MF  | Christian Atsu (Utlånad till Bournemouth)                   |
|    | England         | MF  | Lewis Baker (Utlånad till Vitesse)                          |
|    | Kroatien        | MF  | Mario Pasalic (Utlånad till AS Monaco)                      |
|    | Danmark         | F   | Andreas Christensen (Utlånad till Borussia Mönchengladbach) |
|    | England         | A   | Isaiah Brown (Utlånad till Vitesse)                         |
|    | Brasilien       | MF  | Nathan (Utlånad till Vitesse)                               |
|    | Nederländerna   | MF  | Marco van Ginkel (Utlånad till Stoke City)                  |
|    | Elfenbenskusten | MF  | Victorien Angban (Utlånad till Sint-Truidense VV)           |
|    | Serbien         | MF  | Danilo Pantic (Utlånad till Vitesse)                        |
|    | Tjeckien        | F   | Tomáš Kalas (Utlånad till Middlesbrough)                    |
|    | England         | MF  | Jordan Houghton (Utlånad till Gillingham)                   |
|    | Nigeria         | F   | Kenneth Omeruo (Utlånad till Kasımpaşa)                     |
|    | England         | A   | Patrick Bamford (Utlånad till Crystal Palace)               |
|    | Brasilien       | F   | Wallace (Utlånad till Carpi)                                |
|    | England         | A   | Dominic Solanke (Utlånad till Vitesse)                      |
|    | England         | F   | Todd Kane (Utlånad till NEC Nijmegen)                       |
|    | Egypten         | MF  | Mohamed Salah (Utlånad till Roma)                           |
|    | Skottland       | F   | Alex Davey (Utlånad till Peterborough United)               |
|    | Chile           | F   | Cristian Cuevas (Utlånad till Sint-Truidense VV)            |

| Nr | Land            | Pos | Namn                                                        |
| -- | --------------- | --- | ----------------------------------------------------------- |
|    | Belgien         | MF  | Thorgan Hazard (till Borussia Mönchengladbach)              |
|    | Elfenbenskusten | A   | Didier Drogba (till Montreal Impact)                        |
|    | Frankrike       | MF  | Gaël Kakuta (till Sevilla)                                  |
|    | Tjeckien        | MV  | Petr Cech (till Arsenal)                                    |
|    | England         | MF  | Josh McEachran (till Brentford)                             |
|    | Brasilien       | F   | Filipe Luis (till Atlético Madrid)                          |
|    | Ghana           | MF  | Christian Atsu (Utlånad till Bournemouth)                   |
|    | England         | MF  | Lewis Baker (Utlånad till Vitesse)                          |
|    | Kroatien        | MF  | Mario Pasalic (Utlånad till AS Monaco)                      |
|    | Danmark         | F   | Andreas Christensen (Utlånad till Borussia Mönchengladbach) |
|    | England         | A   | Isaiah Brown (Utlånad till Vitesse)                         |
|    | Brasilien       | MF  | Nathan (Utlånad till Vitesse)                               |
|    | Nederländerna   | MF  | Marco van Ginkel (Utlånad till Stoke City)                  |
|    | Elfenbenskusten | MF  | Victorien Angban (Utlånad till Sint-Truidense VV)           |
|    | Serbien         | MF  | Danilo Pantic (Utlånad till Vitesse)                        |
|    | Tjeckien        | F   | Tomáš Kalas (Utlånad till Middlesbrough)                    |
|    | England         | MF  | Jordan Houghton (Utlånad till Gillingham)                   |
|    | Nigeria         | F   | Kenneth Omeruo (Utlånad till Kasımpaşa)                     |
|    | England         | A   | Patrick Bamford (Utlånad till Crystal Palace)               |
|    | Brasilien       | F   | Wallace (Utlånad till Carpi)                                |
|    | England         | A   | Dominic Solanke (Utlånad till Vitesse)                      |
|    | England         | F   | Todd Kane (Utlånad till NEC Nijmegen)                       |
|    | Egypten         | MF  | Mohamed Salah (Utlånad till Roma)                           |
|    | Skottland       | F   | Alex Davey (Utlånad till Peterborough United)               |
|    | Chile           | F   | Cristian Cuevas (Utlånad till Sint-Truidense VV)            |

### Crystal Palace
| Nr | Land      | Pos | Namn                                                        |
| -- | --------- | --- | ----------------------------------------------------------- |
|    | Frankrike | MF  | Yohan Cabaye (från Paris SG)                                |
|    | England   | MV  | Alex McCarthy (från Queens Park Rangers)                    |
|    | England   | A   | Connor Wickham (från Sunderland)                            |
|    | Mali      | MF  | Bakary Sako (från Wolverhampton Wanderers)                  |
|    | England   | A   | Patrick Bamford (Inlånad från Chelsea)                      |
|    | Irland    | F   | Paddy McCarthy (återvänder efter lån till Bolton Wanderers) |
|    | Skottland | MF  | Barry Bannan (återvänder efter lån till Bolton Wanderers)   |
|    | Algeriet  | MF  | Adlene Guedioura (återvänder efter lån till Watford)        |
|    | England   | F   | Ezekiel Fryers (återvänder efter lån till Ipswich Town)     |

| Nr | Land      | Pos | Namn                                                        |
| -- | --------- | --- | ----------------------------------------------------------- |
|    | Frankrike | MF  | Yohan Cabaye (från Paris SG)                                |
|    | England   | MV  | Alex McCarthy (från Queens Park Rangers)                    |
|    | England   | A   | Connor Wickham (från Sunderland)                            |
|    | Mali      | MF  | Bakary Sako (från Wolverhampton Wanderers)                  |
|    | England   | A   | Patrick Bamford (Inlånad från Chelsea)                      |
|    | Irland    | F   | Paddy McCarthy (återvänder efter lån till Bolton Wanderers) |
|    | Skottland | MF  | Barry Bannan (återvänder efter lån till Bolton Wanderers)   |
|    | Algeriet  | MF  | Adlene Guedioura (återvänder efter lån till Watford)        |
|    | England   | F   | Ezekiel Fryers (återvänder efter lån till Ipswich Town)     |

| Nr | Land      | Pos | Namn                                            |
| -- | --------- | --- | ----------------------------------------------- |
|    | Irland    | MF  | Owen Garvan (Klubb ej klar)                     |
|    | Nigeria   | A   | Shola Ameobi (Klubb ej klar)                    |
|    | Skottland | A   | Stephen Dobbie (till Bolton Wanderers)          |
|    | Wales     | MV  | Lewis Price (till Sheffield Wednesday)          |
|    | England   | F   | Peter Ramage (Klubb ej klar)                    |
|    | England   | MF  | Jerome Thomas (Klubb ej klar)                   |
|    | England   | F   | Jack Hunt (Utlånad till Sheffield Wednesday)    |
|    | England   | MF  | Hiram Boateng (Utlånad till Plymouth Argyle)    |
|    | England   | F   | Ryan Inniss (Utlånad till Port Vale)            |
|    | Frankrike | A   | Yaya Sanogo (återvänder efter lån från Arsenal) |

| Nr | Land      | Pos | Namn                                            |
| -- | --------- | --- | ----------------------------------------------- |
|    | Irland    | MF  | Owen Garvan (Klubb ej klar)                     |
|    | Nigeria   | A   | Shola Ameobi (Klubb ej klar)                    |
|    | Skottland | A   | Stephen Dobbie (till Bolton Wanderers)          |
|    | Wales     | MV  | Lewis Price (till Sheffield Wednesday)          |
|    | England   | F   | Peter Ramage (Klubb ej klar)                    |
|    | England   | MF  | Jerome Thomas (Klubb ej klar)                   |
|    | England   | F   | Jack Hunt (Utlånad till Sheffield Wednesday)    |
|    | England   | MF  | Hiram Boateng (Utlånad till Plymouth Argyle)    |
|    | England   | F   | Ryan Inniss (Utlånad till Port Vale)            |
|    | Frankrike | A   | Yaya Sanogo (återvänder efter lån från Arsenal) |

### Everton
| Nr | Land    | Pos | Namn                                                         |
| -- | ------- | --- | ------------------------------------------------------------ |
|    | England | MF  | Tom Cleverley (från Manchester United)                       |
|    | Spanien | MF  | Gerard Deulofeu (från Barcelona)                             |
|    | Belgien | A   | David Henen (från Olympiakos)                                |
|    | England | MF  | Conor Grant (återvänder efter lån till Motherwell)           |
|    | England | F   | Matthew Pennington (återvänder efter lån till Coventry City) |

| Nr | Land    | Pos | Namn                                                         |
| -- | ------- | --- | ------------------------------------------------------------ |
|    | England | MF  | Tom Cleverley (från Manchester United)                       |
|    | Spanien | MF  | Gerard Deulofeu (från Barcelona)                             |
|    | Belgien | A   | David Henen (från Olympiakos)                                |
|    | England | MF  | Conor Grant (återvänder efter lån till Motherwell)           |
|    | England | F   | Matthew Pennington (återvänder efter lån till Coventry City) |

| Nr | Land      | Pos | Namn                                                       |
| -- | --------- | --- | ---------------------------------------------------------- |
|    | Paraguay  | F   | Antolín Alcaraz (till Las Palmas)                          |
|    | Frankrike | F   | Sylvain Distin (till Bournemouth)                          |
|    | England   | MF  | John Lundstram (Klubb ej klar)                             |
|    | England   | A   | Chris Long (till Burnley)                                  |
|    | England   | F   | Luke Garbutt (Utlånad till Fulham)                         |
|    | Portugal  | MF  | Francisco Júnior (Utlånad till Wigan Athletic)             |
|    | England   | F   | Jonjoe Kenny (Utlånad till Wigan Athletic)                 |
|    | England   | MF  | Aaron Lennon (återvänder efter lån från Tottenham Hotspur) |
|    | Ghana     | MF  | Christian Atsu (återvänder efter lån från Chelsea)         |

| Nr | Land      | Pos | Namn                                                       |
| -- | --------- | --- | ---------------------------------------------------------- |
|    | Paraguay  | F   | Antolín Alcaraz (till Las Palmas)                          |
|    | Frankrike | F   | Sylvain Distin (till Bournemouth)                          |
|    | England   | MF  | John Lundstram (Klubb ej klar)                             |
|    | England   | A   | Chris Long (till Burnley)                                  |
|    | England   | F   | Luke Garbutt (Utlånad till Fulham)                         |
|    | Portugal  | MF  | Francisco Júnior (Utlånad till Wigan Athletic)             |
|    | England   | F   | Jonjoe Kenny (Utlånad till Wigan Athletic)                 |
|    | England   | MF  | Aaron Lennon (återvänder efter lån från Tottenham Hotspur) |
|    | Ghana     | MF  | Christian Atsu (återvänder efter lån från Chelsea)         |

### Leicester City
| Nr | Land      | Pos | Namn                              |
| -- | --------- | --- | --------------------------------- |
|    | Österrike | F   | Christian Fuchs (från Schalke 04) |
|    | Tyskland  | F   | Robert Huth (från Stoke City)     |
|    | Japan     | A   | Shinji Okazaki (från Mainz 05)    |
|    | Frankrike | MF  | N'Golo Kanté (från Caen)          |
|    | Tunisien  | F   | Yohan Benalouane (från Atalanta)  |

| Nr | Land      | Pos | Namn                              |
| -- | --------- | --- | --------------------------------- |
|    | Österrike | F   | Christian Fuchs (från Schalke 04) |
|    | Tyskland  | F   | Robert Huth (från Stoke City)     |
|    | Japan     | A   | Shinji Okazaki (från Mainz 05)    |
|    | Frankrike | MF  | N'Golo Kanté (från Caen)          |
|    | Tunisien  | F   | Yohan Benalouane (från Atalanta)  |

| Nr | Land            | Pos | Namn                                                      |
| -- | --------------- | --- | --------------------------------------------------------- |
|    | Frankrike       | MF  | Anthony Knockaert (till Standard Liege)                   |
|    | Elfenbenskusten | F   | Zoumana Bakayogo (Klubb ej klar)                          |
|    | Skottland       | MF  | Paul Gallagher (till Preston North End)                   |
|    | Irland          | MV  | Conrad Logan (Klubb ej klar)                              |
|    | England         | MF  | Gary Taylor-Fletcher (Klubb ej klar)                      |
|    | England         | F   | Matthew Upson (till Milton Keynes Dons)                   |
|    | Nya Zeeland     | A   | Chris Wood (till Leeds United)                            |
|    | Argentina       | MF  | Esteban Cambiasso (till Olympiakos)                       |
|    | England         | MV  | Ben Hamer (Utlånad till Nottingham Forest)                |
|    | England         | F   | Paul Konchesky (Utlånad till Queens Park Rangers)         |
|    | England         | MF  | Nick Powell (återvänder efter lån från Manchester United) |

| Nr | Land            | Pos | Namn                                                      |
| -- | --------------- | --- | --------------------------------------------------------- |
|    | Frankrike       | MF  | Anthony Knockaert (till Standard Liege)                   |
|    | Elfenbenskusten | F   | Zoumana Bakayogo (Klubb ej klar)                          |
|    | Skottland       | MF  | Paul Gallagher (till Preston North End)                   |
|    | Irland          | MV  | Conrad Logan (Klubb ej klar)                              |
|    | England         | MF  | Gary Taylor-Fletcher (Klubb ej klar)                      |
|    | England         | F   | Matthew Upson (till Milton Keynes Dons)                   |
|    | Nya Zeeland     | A   | Chris Wood (till Leeds United)                            |
|    | Argentina       | MF  | Esteban Cambiasso (till Olympiakos)                       |
|    | England         | MV  | Ben Hamer (Utlånad till Nottingham Forest)                |
|    | England         | F   | Paul Konchesky (Utlånad till Queens Park Rangers)         |
|    | England         | MF  | Nick Powell (återvänder efter lån från Manchester United) |

### Liverpool
| Nr | Land      | Pos | Namn                                                                    |
| -- | --------- | --- | ----------------------------------------------------------------------- |
|    | England   | MF  | James Milner (från Manchester City)                                     |
|    | England   | A   | Danny Ings (från Burnley)                                               |
|    | Ungern    | MV  | Ádam Bogdán (från Bolton Wanderers)                                     |
|    | England   | F   | Joe Gomez (från Charlton Athletic)                                      |
|    | Brasilien | MF  | Roberto Firmino (från 1899 Hoffenheim)                                  |
|    | England   | F   | Nathaniel Clyne (från Southampton)                                      |
|    | Belgien   | A   | Christian Benteke (från Aston Villa)                                    |
|    | Brasilien | MF  | Allan (från Internacional)                                              |
|    | Belgien   | A   | Divock Origi (återvänder efter lån till Lille)                          |
|    | Portugal  | F   | Tiago Ilori (återvänder efter lån till Bordeaux)                        |
|    | Portugal  | MF  | Joao Carlos Teixeira (återvänder efter lån till Brighton & Hove Albion) |
|    | England   | A   | Jerome Sinclair (återvänder efter lån till Wigan Athletic)              |

| Nr | Land      | Pos | Namn                                                                    |
| -- | --------- | --- | ----------------------------------------------------------------------- |
|    | England   | MF  | James Milner (från Manchester City)                                     |
|    | England   | A   | Danny Ings (från Burnley)                                               |
|    | Ungern    | MV  | Ádam Bogdán (från Bolton Wanderers)                                     |
|    | England   | F   | Joe Gomez (från Charlton Athletic)                                      |
|    | Brasilien | MF  | Roberto Firmino (från 1899 Hoffenheim)                                  |
|    | England   | F   | Nathaniel Clyne (från Southampton)                                      |
|    | Belgien   | A   | Christian Benteke (från Aston Villa)                                    |
|    | Brasilien | MF  | Allan (från Internacional)                                              |
|    | Belgien   | A   | Divock Origi (återvänder efter lån till Lille)                          |
|    | Portugal  | F   | Tiago Ilori (återvänder efter lån till Bordeaux)                        |
|    | Portugal  | MF  | Joao Carlos Teixeira (återvänder efter lån till Brighton & Hove Albion) |
|    | England   | A   | Jerome Sinclair (återvänder efter lån till Wigan Athletic)              |

| Nr | Land       | Pos | Namn                                             |
| -- | ---------- | --- | ------------------------------------------------ |
|    | England    | MF  | Steven Gerrard (till Los Angeles Galaxy)         |
|    | Spanien    | A   | Iago Aspas (till Sevilla)                        |
|    | England    | F   | Glen Johnson (till Stoke City)                   |
|    | Australien | MV  | Brad Jones (Klubb ej klar)                       |
|    | Uruguay    | F   | Sebastián Coates (till Sunderland)               |
|    | England    | MF  | Raheem Sterling (till Manchester City)           |
|    | England    | A   | Rickie Lambert (till West Bromwich Albion)       |
|    | Wales      | MV  | Danny Ward (Utlånad till Aberdeen)               |
|    | England    | MF  | Jordan Williams (Utlånad till Swindon Town)      |
|    | England    | F   | Lloyd Jones (Utlånad till Blackpool)             |
|    | England    | F   | Kevin Stewart (Utlånad till Swindon Town)        |
|    | Spanien    | A   | Luis Alberto (Utlånad till Deportivo La Coruna)  |
|    | England    | F   | Andre Wisdom (Utlånad till Norwich City)         |
|    | England    | MF  | Sheyi Ojo (Utlånad till Wolverhampton Wanderers) |
|    | England    | MV  | Lawrence Vigouroux (Utlånad till Swindon Town)   |

| Nr | Land       | Pos | Namn                                             |
| -- | ---------- | --- | ------------------------------------------------ |
|    | England    | MF  | Steven Gerrard (till Los Angeles Galaxy)         |
|    | Spanien    | A   | Iago Aspas (till Sevilla)                        |
|    | England    | F   | Glen Johnson (till Stoke City)                   |
|    | Australien | MV  | Brad Jones (Klubb ej klar)                       |
|    | Uruguay    | F   | Sebastián Coates (till Sunderland)               |
|    | England    | MF  | Raheem Sterling (till Manchester City)           |
|    | England    | A   | Rickie Lambert (till West Bromwich Albion)       |
|    | Wales      | MV  | Danny Ward (Utlånad till Aberdeen)               |
|    | England    | MF  | Jordan Williams (Utlånad till Swindon Town)      |
|    | England    | F   | Lloyd Jones (Utlånad till Blackpool)             |
|    | England    | F   | Kevin Stewart (Utlånad till Swindon Town)        |
|    | Spanien    | A   | Luis Alberto (Utlånad till Deportivo La Coruna)  |
|    | England    | F   | Andre Wisdom (Utlånad till Norwich City)         |
|    | England    | MF  | Sheyi Ojo (Utlånad till Wolverhampton Wanderers) |
|    | England    | MV  | Lawrence Vigouroux (Utlånad till Swindon Town)   |

### Manchester City
| Nr | Land      | Pos | Namn                                                 |
| -- | --------- | --- | ---------------------------------------------------- |
|    | Turkiet   | A   | Enes Ünal (från Bursaspor)                           |
|    | Frankrike | A   | David Faupala (från Lens)                            |
|    | England   | MF  | Raheem Sterling (från Liverpool)                     |
|    | England   | MF  | Fabian Delph (från Aston Villa)                      |
|    | England   | A   | Patrick Roberts (från Fulham)                        |
|    | Argentina | MF  | Bruno Zuculini (återvänder efter lån till Córdoba)   |
|    | England   | F   | Shay Facey (återvänder efter lån till New York City) |
|    | Portugal  | MF  | Marcos Lopes (återvänder efter lån till Lille)       |
|    | Belgien   | F   | Jason Denayer (återvänder efter lån till Celtic)     |

| Nr | Land      | Pos | Namn                                                 |
| -- | --------- | --- | ---------------------------------------------------- |
|    | Turkiet   | A   | Enes Ünal (från Bursaspor)                           |
|    | Frankrike | A   | David Faupala (från Lens)                            |
|    | England   | MF  | Raheem Sterling (från Liverpool)                     |
|    | England   | MF  | Fabian Delph (från Aston Villa)                      |
|    | England   | A   | Patrick Roberts (från Fulham)                        |
|    | Argentina | MF  | Bruno Zuculini (återvänder efter lån till Córdoba)   |
|    | England   | F   | Shay Facey (återvänder efter lån till New York City) |
|    | Portugal  | MF  | Marcos Lopes (återvänder efter lån till Lille)       |
|    | Belgien   | F   | Jason Denayer (återvänder efter lån till Celtic)     |

| Nr | Land          | Pos | Namn                                                    |
| -- | ------------- | --- | ------------------------------------------------------- |
|    | Serbien       | F   | Matija Nastasić (till Schalke 04)                       |
|    | England       | MF  | Scott Sinclair (till Aston Villa)                       |
|    | Belgien       | F   | Dedryck Boyata (till Celtic)                            |
|    | England       | MF  | James Milner (till Liverpool)                           |
|    | England       | F   | Micah Richards (till Aston Villa)                       |
|    | Sverige       | A   | John Guidetti (Klubb ej klar)                           |
|    | Spanien       | A   | Álvaro Negredo (till Valencia)                          |
|    | Nederländerna | F   | Karim Rekik (till Marseille)                            |
|    | Spanien       | F   | Angelino (Utlånad till New York City)                   |
|    | Irland        | MF  | Jack Byrne (Utlånad till Cambuur)                       |
|    | England       | MF  | Frank Lampard (återvänder efter lån från New York City) |

| Nr | Land          | Pos | Namn                                                    |
| -- | ------------- | --- | ------------------------------------------------------- |
|    | Serbien       | F   | Matija Nastasić (till Schalke 04)                       |
|    | England       | MF  | Scott Sinclair (till Aston Villa)                       |
|    | Belgien       | F   | Dedryck Boyata (till Celtic)                            |
|    | England       | MF  | James Milner (till Liverpool)                           |
|    | England       | F   | Micah Richards (till Aston Villa)                       |
|    | Sverige       | A   | John Guidetti (Klubb ej klar)                           |
|    | Spanien       | A   | Álvaro Negredo (till Valencia)                          |
|    | Nederländerna | F   | Karim Rekik (till Marseille)                            |
|    | Spanien       | F   | Angelino (Utlånad till New York City)                   |
|    | Irland        | MF  | Jack Byrne (Utlånad till Cambuur)                       |
|    | England       | MF  | Frank Lampard (återvänder efter lån från New York City) |

### Manchester United
| Nr | Land          | Pos | Namn                                                         |
| -- | ------------- | --- | ------------------------------------------------------------ |
|    | Nederländerna | MF  | Memphis Depay (från PSV Eindhoven)                           |
|    | Tyskland      | MF  | Bastian Schweinsteiger (från Bayern München)                 |
|    | Italien       | F   | Matteo Darmian (från Torino)                                 |
|    | Frankrike     | MF  | Morgan Schneiderlin (från Southampton)                       |
|    | Argentina     | MV  | Sergio Romero (från Sampdoria)                               |
|    | Serbien       | MV  | Vanja Milinkovic-Savic (återvänder efter lån till Vojvodina) |
|    | Mexiko        | A   | Javier Hernández (återvänder efter lån till Real Madrid)     |
|    | England       | MF  | Nick Powell (återvänder efter lån till Leicester City)       |
|    | England       | MF  | Jesse Lingard (återvänder efter lån till Derby County)       |

| Nr | Land          | Pos | Namn                                                         |
| -- | ------------- | --- | ------------------------------------------------------------ |
|    | Nederländerna | MF  | Memphis Depay (från PSV Eindhoven)                           |
|    | Tyskland      | MF  | Bastian Schweinsteiger (från Bayern München)                 |
|    | Italien       | F   | Matteo Darmian (från Torino)                                 |
|    | Frankrike     | MF  | Morgan Schneiderlin (från Southampton)                       |
|    | Argentina     | MV  | Sergio Romero (från Sampdoria)                               |
|    | Serbien       | MV  | Vanja Milinkovic-Savic (återvänder efter lån till Vojvodina) |
|    | Mexiko        | A   | Javier Hernández (återvänder efter lån till Real Madrid)     |
|    | England       | MF  | Nick Powell (återvänder efter lån till Leicester City)       |
|    | England       | MF  | Jesse Lingard (återvänder efter lån till Derby County)       |

| Nr | Land          | Pos | Namn                                                 |
| -- | ------------- | --- | ---------------------------------------------------- |
|    | England       | MF  | Tom Cleverley (till Everton)                         |
|    | England       | MV  | Ben Amos (till Bolton Wanderers)                     |
|    | England       | F   | Tom Thorpe (till Rotherham United)                   |
|    | Schweiz       | F   | Saidy Janko (till Celtic)                            |
|    | Portugal      | MF  | Nani (till Fenerbahce)                               |
|    | Chile         | A   | Ángelo Henríquez (till Dinamo Zagreb)                |
|    | Nederländerna | A   | Robin van Persie (till Fenerbahce)                   |
|    | England       | F   | Reece James (till Wigan Athletic)                    |
|    | England       | A   | Will Keane (Utlånad till Preston North End)          |
|    | England       | MF  | Ben Pearson (Utlånad till Barnsley)                  |
|    | England       | MF  | Joe Rothwell (Utlånad till Barnsley)                 |
|    | Colombia      | A   | Radamel Falcao (återvänder efter lån från AS Monaco) |

| Nr | Land          | Pos | Namn                                                 |
| -- | ------------- | --- | ---------------------------------------------------- |
|    | England       | MF  | Tom Cleverley (till Everton)                         |
|    | England       | MV  | Ben Amos (till Bolton Wanderers)                     |
|    | England       | F   | Tom Thorpe (till Rotherham United)                   |
|    | Schweiz       | F   | Saidy Janko (till Celtic)                            |
|    | Portugal      | MF  | Nani (till Fenerbahce)                               |
|    | Chile         | A   | Ángelo Henríquez (till Dinamo Zagreb)                |
|    | Nederländerna | A   | Robin van Persie (till Fenerbahce)                   |
|    | England       | F   | Reece James (till Wigan Athletic)                    |
|    | England       | A   | Will Keane (Utlånad till Preston North End)          |
|    | England       | MF  | Ben Pearson (Utlånad till Barnsley)                  |
|    | England       | MF  | Joe Rothwell (Utlånad till Barnsley)                 |
|    | Colombia      | A   | Radamel Falcao (återvänder efter lån från AS Monaco) |

### Newcastle United
| Nr | Land          | Pos | Namn                                                           |
| -- | ------------- | --- | -------------------------------------------------------------- |
|    | Nederländerna | MF  | Georginio Wijnaldum (från PSV Eindhoven)                       |
|    | Serbien       | A   | Aleksandar Mitrović (från Anderlecht)                          |
|    | Frankrike     | MF  | Sylvain Marveaux (återvänder efter lån till Guingamp)          |
|    | Slovenien     | MF  | Haris Vučkić (återvänder efter lån till Rangers)               |
|    | England       | MF  | Gaël Bigirimana (återvänder efter lån till Rangers)            |
|    | Nordirland    | MF  | Shane Ferguson (återvänder efter lån till Rangers)             |
|    | England       | MV  | Karl Darlow (återvänder efter lån till Nottingham Forest)      |
|    | England       | MV  | Jamaal Lascelles (återvänder efter lån till Nottingham Forest) |

| Nr | Land          | Pos | Namn                                                           |
| -- | ------------- | --- | -------------------------------------------------------------- |
|    | Nederländerna | MF  | Georginio Wijnaldum (från PSV Eindhoven)                       |
|    | Serbien       | A   | Aleksandar Mitrović (från Anderlecht)                          |
|    | Frankrike     | MF  | Sylvain Marveaux (återvänder efter lån till Guingamp)          |
|    | Slovenien     | MF  | Haris Vučkić (återvänder efter lån till Rangers)               |
|    | England       | MF  | Gaël Bigirimana (återvänder efter lån till Rangers)            |
|    | Nordirland    | MF  | Shane Ferguson (återvänder efter lån till Rangers)             |
|    | England       | MV  | Karl Darlow (återvänder efter lån till Nottingham Forest)      |
|    | England       | MV  | Jamaal Lascelles (återvänder efter lån till Nottingham Forest) |

| Nr | Land      | Pos | Namn                                                          |
| -- | --------- | --- | ------------------------------------------------------------- |
|    | Italien   | F   | Davide Santon (till Inter)                                    |
|    | England   | F   | Ryan Taylor (till Hull City)                                  |
|    | Argentina | MF  | Jonás Gutiérrez (Klubb ej klar)                               |
|    | England   | MV  | Jak Alnwick (Klubb ej klar)                                   |
|    | England   | A   | Adam Campbell (till Notts County)                             |
|    | England   | F   | Remi Streete (till Port Vale)                                 |
|    | Nigeria   | A   | Sammy Ameobi (Utlånad till Cardiff City)                      |
|    | Argentina | A   | Facundo Ferreyra (återvänder efter lån från Sjachtar Donetsk) |

| Nr | Land      | Pos | Namn                                                          |
| -- | --------- | --- | ------------------------------------------------------------- |
|    | Italien   | F   | Davide Santon (till Inter)                                    |
|    | England   | F   | Ryan Taylor (till Hull City)                                  |
|    | Argentina | MF  | Jonás Gutiérrez (Klubb ej klar)                               |
|    | England   | MV  | Jak Alnwick (Klubb ej klar)                                   |
|    | England   | A   | Adam Campbell (till Notts County)                             |
|    | England   | F   | Remi Streete (till Port Vale)                                 |
|    | Nigeria   | A   | Sammy Ameobi (Utlånad till Cardiff City)                      |
|    | Argentina | A   | Facundo Ferreyra (återvänder efter lån från Sjachtar Donetsk) |

### Norwich City
| Nr | Land           | Pos | Namn                                                            |
| -- | -------------- | --- | --------------------------------------------------------------- |
|    | Skottland      | MF  | Graham Dorrans (från West Bromwich Albion)                      |
|    | Kongo-Kinshasa | MF  | Youssouf Mulumbu (från West Bromwich Albion)                    |
|    | Nederländerna  | A   | Ricky van Wolfswinkel (återvänder efter lån till Saint Etienne) |
|    | Nordirland     | A   | Kyle Lafferty (återvänder efter lån till Rizespor)              |
|    | England        | F   | Michael Turner (återvänder efter lån till Fulham)               |
|    | England        | A   | Josh Murphy (återvänder efter lån till Wigan Athletic)          |
|    | Wales          | A   | Louis Thompson (återvänder efter lån till Swindon Town)         |

| Nr | Land           | Pos | Namn                                                            |
| -- | -------------- | --- | --------------------------------------------------------------- |
|    | Skottland      | MF  | Graham Dorrans (från West Bromwich Albion)                      |
|    | Kongo-Kinshasa | MF  | Youssouf Mulumbu (från West Bromwich Albion)                    |
|    | Nederländerna  | A   | Ricky van Wolfswinkel (återvänder efter lån till Saint Etienne) |
|    | Nordirland     | A   | Kyle Lafferty (återvänder efter lån till Rizespor)              |
|    | England        | F   | Michael Turner (återvänder efter lån till Fulham)               |
|    | England        | A   | Josh Murphy (återvänder efter lån till Wigan Athletic)          |
|    | Wales          | A   | Louis Thompson (återvänder efter lån till Swindon Town)         |

| Nr | Land       | Pos | Namn                                              |
| -- | ---------- | --- | ------------------------------------------------- |
|    | Spanien    | F   | Javier Garrido (Klubb ej klar)                    |
|    | Spanien    | F   | Carlos Cuéllar (Klubb ej klar)                    |
|    | England    | MV  | Mark Bunn (till Aston Villa)                      |
|    | Argentina  | A   | Luciano Becchio (Klubb ej klar)                   |
|    | Nordirland | MF  | Cameron McGeehan (till Luton Town)                |
|    | England    | MV  | Remi Matthews (Utlånad till Burton Albion)        |
|    | England    | A   | Carlton Morris (Utlånad till Hamilton Academical) |

| Nr | Land       | Pos | Namn                                              |
| -- | ---------- | --- | ------------------------------------------------- |
|    | Spanien    | F   | Javier Garrido (Klubb ej klar)                    |
|    | Spanien    | F   | Carlos Cuéllar (Klubb ej klar)                    |
|    | England    | MV  | Mark Bunn (till Aston Villa)                      |
|    | Argentina  | A   | Luciano Becchio (Klubb ej klar)                   |
|    | Nordirland | MF  | Cameron McGeehan (till Luton Town)                |
|    | England    | MV  | Remi Matthews (Utlånad till Burton Albion)        |
|    | England    | A   | Carlton Morris (Utlånad till Hamilton Academical) |

### Southampton
| Nr | Land          | Pos | Namn                                                          |
| -- | ------------- | --- | ------------------------------------------------------------- |
|    | Spanien       | A   | Juanmi (från Málaga)                                          |
|    | Portugal      | F   | Cédric Soares (från Sporting Lissabon)                        |
|    | Curaçao       | F   | Cuco Martina (från Twente)                                    |
|    | Nederländerna | MF  | Jordy Clasie (från Feyenoord)                                 |
|    | Nederländerna | MV  | Maarten Stekelenburg (Inlånad från Fulham)                    |
|    | England       | F   | Will Wood (Uppflyttad från U18-laget)                         |
|    | England       | MF  | Armani Little (Uppflyttad från U18-laget)                     |
|    | Uruguay       | MF  | Gastón Ramírez (återvänder efter lån till Hull City)          |
|    | Wales         | MF  | Lloyd Isgrove (återvänder efter lån till Sheffield Wednesday) |
|    | England       | F   | Jack Stephens (återvänder efter lån till Swindon Town)        |
|    | England       | F   | Jordan Turnbull (återvänder efter lån till Swindon Town)      |

| Nr | Land          | Pos | Namn                                                          |
| -- | ------------- | --- | ------------------------------------------------------------- |
|    | Spanien       | A   | Juanmi (från Málaga)                                          |
|    | Portugal      | F   | Cédric Soares (från Sporting Lissabon)                        |
|    | Curaçao       | F   | Cuco Martina (från Twente)                                    |
|    | Nederländerna | MF  | Jordy Clasie (från Feyenoord)                                 |
|    | Nederländerna | MV  | Maarten Stekelenburg (Inlånad från Fulham)                    |
|    | England       | F   | Will Wood (Uppflyttad från U18-laget)                         |
|    | England       | MF  | Armani Little (Uppflyttad från U18-laget)                     |
|    | Uruguay       | MF  | Gastón Ramírez (återvänder efter lån till Hull City)          |
|    | Wales         | MF  | Lloyd Isgrove (återvänder efter lån till Sheffield Wednesday) |
|    | England       | F   | Jack Stephens (återvänder efter lån till Swindon Town)        |
|    | England       | F   | Jordan Turnbull (återvänder efter lån till Swindon Town)      |

| Nr | Land          | Pos | Namn                                                          |
| -- | ------------- | --- | ------------------------------------------------------------- |
|    | Nederländerna | F   | Jos Hooiveld (till AIK)                                       |
|    | Polen         | MV  | Artur Boruc (till Bournemouth)                                |
|    | USA           | MV  | Cody Cropper (till Milton Keynes Dons)                        |
|    | England       | MF  | Omar Rowe (Klubb ej klar)                                     |
|    | England       | A   | Jake Sinclair (Klubb ej klar)                                 |
|    | Nordirland    | MV  | Chris Johns (Klubb ej klar)                                   |
|    | Italien       | A   | Pablo Osvaldo (Klubb ej klar)                                 |
|    | England       | F   | Nathaniel Clyne (till Liverpool)                              |
|    | Frankrike     | MF  | Morgan Schneiderlin (till Manchester United)                  |
|    | Belgien       | F   | Toby Alderweireld (återvänder efter lån från Atlético Madrid) |
|    | Nederländerna | MF  | Eljero Elia (återvänder efter lån från Werder Bremen)         |
|    | Serbien       | MF  | Filip Djuricic (återvänder efter lån från Benfica)            |

| Nr | Land          | Pos | Namn                                                          |
| -- | ------------- | --- | ------------------------------------------------------------- |
|    | Nederländerna | F   | Jos Hooiveld (till AIK)                                       |
|    | Polen         | MV  | Artur Boruc (till Bournemouth)                                |
|    | USA           | MV  | Cody Cropper (till Milton Keynes Dons)                        |
|    | England       | MF  | Omar Rowe (Klubb ej klar)                                     |
|    | England       | A   | Jake Sinclair (Klubb ej klar)                                 |
|    | Nordirland    | MV  | Chris Johns (Klubb ej klar)                                   |
|    | Italien       | A   | Pablo Osvaldo (Klubb ej klar)                                 |
|    | England       | F   | Nathaniel Clyne (till Liverpool)                              |
|    | Frankrike     | MF  | Morgan Schneiderlin (till Manchester United)                  |
|    | Belgien       | F   | Toby Alderweireld (återvänder efter lån från Atlético Madrid) |
|    | Nederländerna | MF  | Eljero Elia (återvänder efter lån från Werder Bremen)         |
|    | Serbien       | MF  | Filip Djuricic (återvänder efter lån från Benfica)            |

### Stoke City
| Nr | Land          | Pos | Namn                                       |
| -- | ------------- | --- | ------------------------------------------ |
|    | Tyskland      | F   | Philipp Wollscheid (från Bayer Leverkusen) |
|    | Danmark       | MV  | Jakob Haugaard (från Midtjylland)          |
|    | Spanien       | A   | Joselu (från Hannover 96)                  |
|    | Irland        | MV  | Shay Given (från Aston Villa)              |
|    | England       | F   | Glen Johnson (från Liverpool)              |
|    | Marocko       | MF  | Moha El Ouriachi (från Barcelona)          |
|    | Nederländerna | MF  | Ibrahim Afellay (från Barcelona)           |
|    | Nederländerna | MF  | Marco van Ginkel (Inlånad från Chelsea)    |

| Nr | Land          | Pos | Namn                                       |
| -- | ------------- | --- | ------------------------------------------ |
|    | Tyskland      | F   | Philipp Wollscheid (från Bayer Leverkusen) |
|    | Danmark       | MV  | Jakob Haugaard (från Midtjylland)          |
|    | Spanien       | A   | Joselu (från Hannover 96)                  |
|    | Irland        | MV  | Shay Given (från Aston Villa)              |
|    | England       | F   | Glen Johnson (från Liverpool)              |
|    | Marocko       | MF  | Moha El Ouriachi (från Barcelona)          |
|    | Nederländerna | MF  | Ibrahim Afellay (från Barcelona)           |
|    | Nederländerna | MF  | Marco van Ginkel (Inlånad från Chelsea)    |

| Nr | Land                    | Pos | Namn                                       |
| -- | ----------------------- | --- | ------------------------------------------ |
|    | England                 | F   | Andy Wilkinson (Klubb ej klar)             |
|    | Danmark                 | MV  | Thomas Sørensen (Klubb ej klar)            |
|    | Honduras                | MF  | Wilson Palacios (Klubb ej klar)            |
|    | Tyskland                | F   | Robert Huth (till Leicester City)          |
|    | Frankrike               | MF  | Steven N'Zonzi (till Sevilla)              |
|    | Skottland               | MF  | Jamie Ness (till Scunthorpe United)        |
|    | Bosnien och Hercegovina | MV  | Asmir Begovic (till Chelsea)               |
|    | Österrike               | MV  | Daniel Bachmann (Utlånad till Ross County) |

| Nr | Land                    | Pos | Namn                                       |
| -- | ----------------------- | --- | ------------------------------------------ |
|    | England                 | F   | Andy Wilkinson (Klubb ej klar)             |
|    | Danmark                 | MV  | Thomas Sørensen (Klubb ej klar)            |
|    | Honduras                | MF  | Wilson Palacios (Klubb ej klar)            |
|    | Tyskland                | F   | Robert Huth (till Leicester City)          |
|    | Frankrike               | MF  | Steven N'Zonzi (till Sevilla)              |
|    | Skottland               | MF  | Jamie Ness (till Scunthorpe United)        |
|    | Bosnien och Hercegovina | MV  | Asmir Begovic (till Chelsea)               |
|    | Österrike               | MV  | Daniel Bachmann (Utlånad till Ross County) |

### Sunderland
| Nr | Land          | Pos | Namn                                                          |
| -- | ------------- | --- | ------------------------------------------------------------- |
|    | Argentina     | MF  | Ricardo Álvarez (från Inter)                                  |
|    | Uruguay       | F   | Sebastián Coates (från Liverpool)                             |
|    | Wales         | F   | Adam Matthews (från Celtic)                                   |
|    | Argentina     | F   | Santiago Vergini (från Estudiantes)                           |
|    | Nederländerna | A   | Jeremain Lens (från Dynamo Kiev)                              |
|    | Frankrike     | F   | Younes Kaboul (från Tottenham Hotspur)                        |
|    | Frankrike     | F   | Valentin Roberge (återvänder efter lån till Reims)            |
|    | Grekland      | MF  | Charalampos Mavrias (återvänder efter lån till Panathinaikos) |
|    | Frankrike     | A   | Mikael Mandron (återvänder efter lån till Shrewsbury Town)    |

| Nr | Land          | Pos | Namn                                                          |
| -- | ------------- | --- | ------------------------------------------------------------- |
|    | Argentina     | MF  | Ricardo Álvarez (från Inter)                                  |
|    | Uruguay       | F   | Sebastián Coates (från Liverpool)                             |
|    | Wales         | F   | Adam Matthews (från Celtic)                                   |
|    | Argentina     | F   | Santiago Vergini (från Estudiantes)                           |
|    | Nederländerna | A   | Jeremain Lens (från Dynamo Kiev)                              |
|    | Frankrike     | F   | Younes Kaboul (från Tottenham Hotspur)                        |
|    | Frankrike     | F   | Valentin Roberge (återvänder efter lån till Reims)            |
|    | Grekland      | MF  | Charalampos Mavrias (återvänder efter lån till Panathinaikos) |
|    | Frankrike     | A   | Mikael Mandron (återvänder efter lån till Shrewsbury Town)    |

| Nr | Land      | Pos | Namn                                   |
| -- | --------- | --- | -------------------------------------- |
|    | Frankrike | F   | Anthony Réveillère (Klubb ej klar)     |
|    | Frankrike | MF  | El Hadji Ba (till Charlton Athletic)   |
|    | Argentina | F   | Santiago Vergini (Utlånad till Getafe) |

| Nr | Land      | Pos | Namn                                   |
| -- | --------- | --- | -------------------------------------- |
|    | Frankrike | F   | Anthony Réveillère (Klubb ej klar)     |
|    | Frankrike | MF  | El Hadji Ba (till Charlton Athletic)   |
|    | Argentina | F   | Santiago Vergini (Utlånad till Getafe) |

### Swansea City
| Nr | Land          | Pos | Namn                                                       |
| -- | ------------- | --- | ---------------------------------------------------------- |
|    | Ghana         | A   | André Ayew (från Marseille)                                |
|    | Frankrike     | F   | Franck Tabanou (från Saint-Étienne)                        |
|    | Sverige       | MV  | Kristoffer Nordfeldt (från Heerenveen)                     |
|    | Portugal      | A   | Éder (från Braga)                                          |
|    | Skottland     | A   | Oliver McBurnie (från Bradford City)                       |
|    | Spanien       | A   | Michu (återvänder efter lån till Napoli)                   |
|    | Gambia        | MF  | Modou Barrow (återvänder efter lån till Nottingham Forest) |
|    | Nederländerna | F   | Dwight Tiendalli (återvänder efter lån till Middlesbrough) |
|    | Wales         | A   | Ryan Hedges (återvänder efter lån till Leyton Orient)      |
|    | Wales         | F   | Josh Sheehan (återvänder efter lån till Yeovil Town)       |
|    | Skottland     | F   | Stephen Kingsley (återvänder efter lån till Yeovil Town)   |

| Nr | Land          | Pos | Namn                                                       |
| -- | ------------- | --- | ---------------------------------------------------------- |
|    | Ghana         | A   | André Ayew (från Marseille)                                |
|    | Frankrike     | F   | Franck Tabanou (från Saint-Étienne)                        |
|    | Sverige       | MV  | Kristoffer Nordfeldt (från Heerenveen)                     |
|    | Portugal      | A   | Éder (från Braga)                                          |
|    | Skottland     | A   | Oliver McBurnie (från Bradford City)                       |
|    | Spanien       | A   | Michu (återvänder efter lån till Napoli)                   |
|    | Gambia        | MF  | Modou Barrow (återvänder efter lån till Nottingham Forest) |
|    | Nederländerna | F   | Dwight Tiendalli (återvänder efter lån till Middlesbrough) |
|    | Wales         | A   | Ryan Hedges (återvänder efter lån till Leyton Orient)      |
|    | Wales         | F   | Josh Sheehan (återvänder efter lån till Yeovil Town)       |
|    | Skottland     | F   | Stephen Kingsley (återvänder efter lån till Yeovil Town)   |

| Nr | Land          | Pos | Namn                                                      |
| -- | ------------- | --- | --------------------------------------------------------- |
|    | England       | F   | Alan Tate (Klubb ej klar)                                 |
|    | Tyskland      | MV  | Gerhard Tremmel (Klubb ej klar)                           |
|    | Wales         | MV  | David Cornell (till Oldham Athletic)                      |
|    | Nordirland    | A   | Rory Donnelly (till Gillingham)                           |
|    | England       | F   | Curtis Obeng (Klubb ej klar)                              |
|    | Wales         | F   | Ashley Richards (till Fulham)                             |
|    | Skottland     | MF  | Adam King (Utlånad till Crewe Alexandra)                  |
|    | Nederländerna | A   | Kenji Gorré (Utlånad till ADO Den Haag)                   |
|    | Portugal      | A   | Nélson Oliveira (återvänder efter lån från Benfica)       |
|    | England       | MF  | Tom Carroll (återvänder efter lån från Tottenham Hotspur) |

| Nr | Land          | Pos | Namn                                                      |
| -- | ------------- | --- | --------------------------------------------------------- |
|    | England       | F   | Alan Tate (Klubb ej klar)                                 |
|    | Tyskland      | MV  | Gerhard Tremmel (Klubb ej klar)                           |
|    | Wales         | MV  | David Cornell (till Oldham Athletic)                      |
|    | Nordirland    | A   | Rory Donnelly (till Gillingham)                           |
|    | England       | F   | Curtis Obeng (Klubb ej klar)                              |
|    | Wales         | F   | Ashley Richards (till Fulham)                             |
|    | Skottland     | MF  | Adam King (Utlånad till Crewe Alexandra)                  |
|    | Nederländerna | A   | Kenji Gorré (Utlånad till ADO Den Haag)                   |
|    | Portugal      | A   | Nélson Oliveira (återvänder efter lån från Benfica)       |
|    | England       | MF  | Tom Carroll (återvänder efter lån från Tottenham Hotspur) |

### Tottenham Hotspur
| Nr | Land      | Pos | Namn                                                      |
| -- | --------- | --- | --------------------------------------------------------- |
|    | Österrike | F   | Kevin Wimmer (från Köln)                                  |
|    | England   | F   | Kieran Trippier (från Burnley)                            |
|    | Belgien   | F   | Toby Alderweireld (från Atlético Madrid)                  |
|    | England   | MF  | Aaron Lennon (återvänder efter lån till Everton)          |
|    | England   | MF  | Dele Alli (återvänder efter lån till Milton Keynes Dons)  |
|    | England   | MF  | Alex Pritchard (återvänder efter lån till Brentford)      |
|    | England   | MF  | Tom Carroll (återvänder efter lån till Swansea City)      |
|    | England   | F   | Ryan Fredericks (återvänder efter lån till Middlesbrough) |

| Nr | Land      | Pos | Namn                                                      |
| -- | --------- | --- | --------------------------------------------------------- |
|    | Österrike | F   | Kevin Wimmer (från Köln)                                  |
|    | England   | F   | Kieran Trippier (från Burnley)                            |
|    | Belgien   | F   | Toby Alderweireld (från Atlético Madrid)                  |
|    | England   | MF  | Aaron Lennon (återvänder efter lån till Everton)          |
|    | England   | MF  | Dele Alli (återvänder efter lån till Milton Keynes Dons)  |
|    | England   | MF  | Alex Pritchard (återvänder efter lån till Brentford)      |
|    | England   | MF  | Tom Carroll (återvänder efter lån till Swansea City)      |
|    | England   | F   | Ryan Fredericks (återvänder efter lån till Middlesbrough) |

| Nr | Land      | Pos | Namn                                        |
| -- | --------- | --- | ------------------------------------------- |
|    | Tyskland  | MF  | Lewis Holtby (till Hamburg)                 |
|    | USA       | MV  | Brad Friedel (Slutar)                       |
|    | Skottland | MV  | Jordan Archer (till Millwall)               |
|    | Spanien   | A   | Christian Ceballos (till Charlton Athletic) |
|    | Sydafrika | F   | Bongani Khumalo (Klubb ej klar)             |
|    | Brasilien | MF  | Paulinho (till Guangzhou Evergrande)        |
|    | Frankrike | MF  | Étienne Capoue (till Watford)               |
|    | Frankrike | F   | Younes Kaboul (till Sunderland)             |
|    | Frankrike | MF  | Benjamin Stambouli (till Paris SG)          |
|    | England   | MF  | Grant Ward (Utlånad till Rotherham United)  |

| Nr | Land      | Pos | Namn                                        |
| -- | --------- | --- | ------------------------------------------- |
|    | Tyskland  | MF  | Lewis Holtby (till Hamburg)                 |
|    | USA       | MV  | Brad Friedel (Slutar)                       |
|    | Skottland | MV  | Jordan Archer (till Millwall)               |
|    | Spanien   | A   | Christian Ceballos (till Charlton Athletic) |
|    | Sydafrika | F   | Bongani Khumalo (Klubb ej klar)             |
|    | Brasilien | MF  | Paulinho (till Guangzhou Evergrande)        |
|    | Frankrike | MF  | Étienne Capoue (till Watford)               |
|    | Frankrike | F   | Younes Kaboul (till Sunderland)             |
|    | Frankrike | MF  | Benjamin Stambouli (till Paris SG)          |
|    | England   | MF  | Grant Ward (Utlånad till Rotherham United)  |

### Watford
| Nr | Land          | Pos | Namn                                                           |
| -- | ------------- | --- | -------------------------------------------------------------- |
|    | Österrike     | F   | Sebastian Prödl (från Werder Bremen)                           |
|    | Litauen       | MV  | Giedrius Arlauskis (från Steaua Bukarest)                      |
|    | Tjeckien      | A   | Matej Vydra (från Udinese)                                     |
|    | Grekland      | F   | José Holebas (från Roma)                                       |
|    | Frankrike     | MF  | Étienne Capoue (från Tottenham Hotspur)                        |
|    | Schweiz       | MF  | Valon Behrami (från Hamburg)                                   |
|    | Kamerun       | F   | Allan Nyom (från Udinese)                                      |
|    | Uruguay       | F   | Miguel Britos (från Napoli)                                    |
|    | Spanien       | MF  | Jurado (från Spartak Moskva)                                   |
|    | Nederländerna | MF  | Steven Berghuis (från AZ Alkmaar)                              |
|    | Spanien       | F   | Juanfran (återvänder efter lån till Real Betis)                |
|    | Sverige       | A   | Mathias Ranégie (återvänder efter lån till Dalian Aerbin)      |
|    | Algeriet      | F   | Essaid Belkalem (återvänder efter lån till Trabzonspor)        |
|    | Italien       | MF  | Cristian Battocchio (återvänder efter lån till Virtus Entella) |

| Nr | Land          | Pos | Namn                                                           |
| -- | ------------- | --- | -------------------------------------------------------------- |
|    | Österrike     | F   | Sebastian Prödl (från Werder Bremen)                           |
|    | Litauen       | MV  | Giedrius Arlauskis (från Steaua Bukarest)                      |
|    | Tjeckien      | A   | Matej Vydra (från Udinese)                                     |
|    | Grekland      | F   | José Holebas (från Roma)                                       |
|    | Frankrike     | MF  | Étienne Capoue (från Tottenham Hotspur)                        |
|    | Schweiz       | MF  | Valon Behrami (från Hamburg)                                   |
|    | Kamerun       | F   | Allan Nyom (från Udinese)                                      |
|    | Uruguay       | F   | Miguel Britos (från Napoli)                                    |
|    | Spanien       | MF  | Jurado (från Spartak Moskva)                                   |
|    | Nederländerna | MF  | Steven Berghuis (från AZ Alkmaar)                              |
|    | Spanien       | F   | Juanfran (återvänder efter lån till Real Betis)                |
|    | Sverige       | A   | Mathias Ranégie (återvänder efter lån till Dalian Aerbin)      |
|    | Algeriet      | F   | Essaid Belkalem (återvänder efter lån till Trabzonspor)        |
|    | Italien       | MF  | Cristian Battocchio (återvänder efter lån till Virtus Entella) |

| Nr | Land    | Pos | Namn                                            |
| -- | ------- | --- | ----------------------------------------------- |
|    | Serbien | F   | Vujadin Savić (Klubb ej klar)                   |
|    | Italien | F   | Marco Motta (Klubb ej klar)                     |
|    | England | MF  | Luke O'Nien (till Wycombe Wanderers)            |
|    | England | MV  | Jonathan Bond (till Reading)                    |
|    | England | MF  | Lewis McGugan (till Sheffield Wednesday)        |
|    | England | A   | Uche Ikpeazu (Utlånad till Port Vale)           |
|    | Italien | A   | Diego Fabbrini (Utlånad till Middlesbrough)     |
|    | Italien | MF  | Gianni Munari (återvänder efter lån från Parma) |
|    | Ungern  | MF  | Dániel Tőzsér (återvänder efter lån från Parma) |

| Nr | Land    | Pos | Namn                                            |
| -- | ------- | --- | ----------------------------------------------- |
|    | Serbien | F   | Vujadin Savić (Klubb ej klar)                   |
|    | Italien | F   | Marco Motta (Klubb ej klar)                     |
|    | England | MF  | Luke O'Nien (till Wycombe Wanderers)            |
|    | England | MV  | Jonathan Bond (till Reading)                    |
|    | England | MF  | Lewis McGugan (till Sheffield Wednesday)        |
|    | England | A   | Uche Ikpeazu (Utlånad till Port Vale)           |
|    | Italien | A   | Diego Fabbrini (Utlånad till Middlesbrough)     |
|    | Italien | MF  | Gianni Munari (återvänder efter lån från Parma) |
|    | Ungern  | MF  | Dániel Tőzsér (återvänder efter lån från Parma) |

### West Bromwich Albion
| Nr | Land      | Pos | Namn                                                     |
| -- | --------- | --- | -------------------------------------------------------- |
|    | Irland    | MF  | James McClean (från Wigan Athletic)                      |
|    | Argentina | MF  | Sebástian Blanco (återvänder efter lån till San Lorenzo) |

| Nr | Land      | Pos | Namn                                                     |
| -- | --------- | --- | -------------------------------------------------------- |
|    | Irland    | MF  | James McClean (från Wigan Athletic)                      |
|    | Argentina | MF  | Sebástian Blanco (återvänder efter lån till San Lorenzo) |

| Nr | Land           | Pos | Namn                                               |
| -- | -------------- | --- | -------------------------------------------------- |
|    | England        | MF  | Kemar Roofe (till Oxford United)                   |
|    | Kongo-Kinshasa | MF  | Youssouf Mulumbu (till Norwich City)               |
|    | Nordirland     | F   | Chris Baird (till Derby County)                    |
|    | Australien     | F   | Jason Davidson (till Huddersfield Town)            |
|    | Skottland      | MF  | Graham Dorrans (till Norwich City)                 |
|    | England        | F   | Bradley Garmston (till Gillingham)                 |
|    | Montserrat     | F   | Donervorn Daniels (till Wigan Athletic)            |
|    | Grekland       | A   | Georgios Samaras (Klubb ej klar)                   |
|    | England        | MV  | Alex Palmer (Utlånad till Kidderminster Harriers)  |
|    | England        | F   | Andre Wisdom (återvänder efter lån från Liverpool) |

| Nr | Land           | Pos | Namn                                               |
| -- | -------------- | --- | -------------------------------------------------- |
|    | England        | MF  | Kemar Roofe (till Oxford United)                   |
|    | Kongo-Kinshasa | MF  | Youssouf Mulumbu (till Norwich City)               |
|    | Nordirland     | F   | Chris Baird (till Derby County)                    |
|    | Australien     | F   | Jason Davidson (till Huddersfield Town)            |
|    | Skottland      | MF  | Graham Dorrans (till Norwich City)                 |
|    | England        | F   | Bradley Garmston (till Gillingham)                 |
|    | Montserrat     | F   | Donervorn Daniels (till Wigan Athletic)            |
|    | Grekland       | A   | Georgios Samaras (Klubb ej klar)                   |
|    | England        | MV  | Alex Palmer (Utlånad till Kidderminster Harriers)  |
|    | England        | F   | Andre Wisdom (återvänder efter lån från Liverpool) |

### West Ham United
| Nr | Land      | Pos | Namn                                                            |
| -- | --------- | --- | --------------------------------------------------------------- |
|    | Irland    | MV  | Darren Randolph (från Birmingham City)                          |
|    | Spanien   | MF  | Pedro Obiang (från Sampdoria)                                   |
|    | Frankrike | A   | Dimitri Payet (från Marseille)                                  |
|    | Italien   | F   | Angelo Ogbonna (från Juventus)                                  |
|    | England   | F   | Carl Jenkinson (Inlånad från Arsenal)                           |
|    | Argentina | MF  | Manuel Lanzini (Inlånad från Al Jazira)                         |
|    | Skottland | F   | Stephen Hendrie (återvänder efter lån till Hamilton Academical) |
|    | Argentina | A   | Mauro Zárate (återvänder efter lån till Queens Park Rangers)    |
|    | Mali      | A   | Modibo Maïga (återvänder efter lån till Metz)                   |

| Nr | Land      | Pos | Namn                                                            |
| -- | --------- | --- | --------------------------------------------------------------- |
|    | Irland    | MV  | Darren Randolph (från Birmingham City)                          |
|    | Spanien   | MF  | Pedro Obiang (från Sampdoria)                                   |
|    | Frankrike | A   | Dimitri Payet (från Marseille)                                  |
|    | Italien   | F   | Angelo Ogbonna (från Juventus)                                  |
|    | England   | F   | Carl Jenkinson (Inlånad från Arsenal)                           |
|    | Argentina | MF  | Manuel Lanzini (Inlånad från Al Jazira)                         |
|    | Skottland | F   | Stephen Hendrie (återvänder efter lån till Hamilton Academical) |
|    | Argentina | A   | Mauro Zárate (återvänder efter lån till Queens Park Rangers)    |
|    | Mali      | A   | Modibo Maïga (återvänder efter lån till Metz)                   |

| Nr | Land            | Pos | Namn                                            |
| -- | --------------- | --- | ----------------------------------------------- |
|    | England         | A   | Carlton Cole (Klubb ej klar)                    |
|    | Elfenbenskusten | F   | Guy Demel (Klubb ej klar)                       |
|    | Finland         | MV  | Jussi Jääskeläinen (Klubb ej klar)              |
|    | Brasilien       | MF  | Nenê (Klubb ej klar)                            |
|    | England         | MF  | Stewart Downing (till Middlesbrough)            |
|    | Kamerun         | MF  | Alex Song (återvänder efter lån från Barcelona) |

| Nr | Land            | Pos | Namn                                            |
| -- | --------------- | --- | ----------------------------------------------- |
|    | England         | A   | Carlton Cole (Klubb ej klar)                    |
|    | Elfenbenskusten | F   | Guy Demel (Klubb ej klar)                       |
|    | Finland         | MV  | Jussi Jääskeläinen (Klubb ej klar)              |
|    | Brasilien       | MF  | Nenê (Klubb ej klar)                            |
|    | England         | MF  | Stewart Downing (till Middlesbrough)            |
|    | Kamerun         | MF  | Alex Song (återvänder efter lån från Barcelona) |